# Farshad Tarash
Farshad Tarash (ur. 15 lutego 1981) – australijski zapaśnik walczący w stylu wolnym. Piąty na igrzyskach Wspólnoty Narodów w 2002. Mistrz Oceanii w 2002 i 2007 roku.